# Élection gouvernorale dans l'oblast de Mourmansk de 2024
L'élection gouvernorale dans l'oblast de Mourmansk de 2024 a lieu le 8 septembre 2024 lors des infranationales russes afin d'élire le gouverneur de l'oblast de Mourmansk, l'un des oblasts de la fédération de Russie. Le gouverneur sortant Andreï Tchibis est réélu.

## Contexte
L'actualité russe est marquée par l'invasion russe de l'Ukraine depuis 2022 ainsi que par la réélection de Vladimir Poutine en mars 2024, élection considérée comme non-libre. Le principal dirigeant de l'opposition russe, Alexeï Navalny, emprisonné depuis 2021, meurt en détention en février 2024.
Le 4 avril 2024, le gouverneur Tchibis a été attaqué et poignardé par un assaillant solitaire après une réunion publique à Apatity. Tchibis a survécu à l'attaque et a été transporté d'urgence dans un hôpital de Mourmansk pour soigner ses blessures, tandis  son adjointe Nadejda Aksenova a exercé les fonctions de gouverneur par intérim de l'oblast de Mourmansk jusqu'à la guérison de Tchibis.  Deux semaines plus tard, le 18 avril 2024, Tchibis est revenu au pouvoir et a eu le même jour un appel téléphonique avec le président Vladimir Poutine, au cours duquel le gouverneur a exprimé son intention de briguer un second mandat et a reçu l'approbation de Poutine.  

## Système électoral
Le gouverneur est élu au scrutin uninominal majoritaire à deux tours pour un mandat de cinq ans. Est déclaré élu le candidat ayant recueilli la majorité absolue au premier tour. À défaut, les deux candidats arrivés en tête s'affrontent au second tour, et celui recueillant le plus de voix l'emporte. 
Dans l'oblast, les candidats ne peuvent être nommés que par des partis politiques enregistrés. Le candidat à la tête de la république doit être citoyen russe et âgé d'au moins 30 ans. Les candidats à la tête ne doivent pas avoir de citoyenneté étrangère ni de permis de séjour. Chaque candidat, pour être inscrit, doit recueillir au moins 7 % des signatures des membres et chefs de municipaliés. En outre, les candidats auto-désignés devraient recueillir 0,5 % des signatures des habitants de l'oblast de Mourmansk. Les candidats présentent également 3 candidatures au Conseil de la fédération et le vainqueur de l'élection nomme plus tard l'un des candidats présentés. 

## Candidats

### Déclarés
- Andreï Tchibis (Russie unie), gouverneur sortant de l'oblast de Mourmansk (2019-présent)[7]
- Vladimir Michtchenko (Russie unie), premier vice-président de la Douma de l'oblast de Mourmansk (2016-présent), membre de la Douma de l'oblast (2011-présent)[7]
- Iouri Vataline (KPRF), ancien membre de la Douma de l'oblast de Mourmansk (2012-2016)[8]
- Svetlana Videneyeva (Russie unie), chef d'état-major de la Douma de l'oblast de Mourmansk (2022-présent)[9]

### Potentiels
- Stanislav Gontar (LDPR), membre de la Douma de l'oblast de Mourmansk (2021-présent)

## Résultats
| Candidats                | Candidats                | Partis                   | Votes   | %     |
| ------------------------ | ------------------------ | ------------------------ | ------- | ----- |
|                          | Andreï Tchibis           | Russie unie              | 167 647 | 73,99 |
|                          | Iouri Vataline           | Parti communiste         | 32 971  | 14,55 |
|                          | Stanislav Gontar         | Parti libéral-démocrate  | 15 539  | 6,86  |
|                          | Iouri Klimtchenko        | RPPSS                    | 6 245   | 2,76  |
|                          |                          |                          |         |       |
| Votes valides            | Votes valides            | Votes valides            | 222 402 | 98,17 |
| Votes blancs et nuls     | Votes blancs et nuls     | Votes blancs et nuls     | 4 149   | 1,83  |
| Total                    | Total                    | Total                    | 226 551 | 100   |
| Abstention               | Abstention               | Abstention               | 318 716 | 58.45 |
| Inscrits / participation | Inscrits / participation | Inscrits / participation | 226 551 | 41,55 |